# Zettlitz (Rugendorf)
Zettlitz ist ein Gemeindeteil der Gemeinde Rugendorf im Landkreis Kulmbach (Oberfranken, Bayern). Zettlitz liegt in der Gemarkung Rugendorf.

## Geografie
Das Dorf liegt an der Zettlitz und am Katzbach, die zum Zaubach zusammenfließen, direkt an der steil aufragenden Fränkischen Linie im Osten. Die Bundesstraße 303 führt nach Rugendorf (1,4 km nordwestlich) bzw. nach Oberzaubach (1,5 km südöstlich). Die Kreisstraße KU 9 führt nach Poppenholz (1,7 km südwestlich). Die Kreisstraße KU 24 führt nach Wartenfels (2,5 km nördlich).

## Geschichte
Gegen Ende des 18. Jahrhunderts bestand Zettlitz aus 21 Anwesen und 1 Gemeindehirtenhaus. Das Hochgericht übte das bambergische Centamt Stadtsteinach aus. Die Dorf- und Gemeindeherrschaft hatte das Amt Stadtsteinach. Grundherren waren
- das Kastenamt Stadtsteinach (3 Zinshöfe, 2 Halbhöfe, 1 Gut, 2 Sölden, 2 Tropfhäuser, 1 Haus, 1 Mühle),
- der Bürgermeister und Rat zu Stadtsteinach (1 Zubaugut),
- das bambergische Amt Wartenfels (1 Hof, 2 Halbhöfe, 1 Gut),
- die Pfarrei Wartenfels (1 Zweidrittelhof),
- die Frühmesse Wartenfels (1 Drittelhof),
- das Rittergut Steinenhausen (2 Gütlein).[5]

Mit dem Gemeindeedikt wurde Zettlitz dem 1808 gebildeten Steuerdistrikt Rugendorf und der im gleichen Jahr gebildeten Ruralgemeinde Rugendorf zugewiesen.

### Baudenkmäler
- Haus Nr. 1: Hakenhof
- Haus Nr. 10: Wohnhaus
- Haus Nr. 14: Gastwirtschaft Weisath

### Einwohnerentwicklung
| Jahr      | 001818 | 001819 | 001861 | 001871 | 001885 | 001900 | 001925 | 001950 | 001961 | 001970 | 001987 |
| Einwohner |        | 110    | 105    | 119    | 102    | 107    | 95     | 157    | 118    | 122    | 92     |
| Häuser    | 15     |        |        |        | 15     | 14     | 14     | 16     | 18     |        | 26     |
| Quelle    | [ 6 ]  | [ 9 ]  | [ 10 ] | [ 11 ] | [ 12 ] | [ 13 ] | [ 14 ] | [ 15 ] | [ 16 ] | [ 17 ] | [ 1 ]  |

## Religion
Zettlitz ist seit der Reformation evangelisch-lutherisch geprägt und nach St. Erhard und Jakob (Rugendorf) gepfarrt.